# Novoukraiinka, Șîroke
Novoukraiinka (în ucraineană Новоукраїнка) este un sat în comuna Ceapaievka din raionul Șîroke, regiunea Dnipropetrovsk, Ucraina.

## Demografie
Componența lingvistică a localității Novoukraiinka
     Ucraineană (83%)
     Rusă (16%)
     Alte limbi (1%)
Conform recensământului din 2001, majoritatea populației localității Novoukraiinka era vorbitoare de ucraineană (83%), existând în minoritate și vorbitori de rusă (16%).